# Smrekova storževka
Smrekova storževka (znanstveno ime Strobilurus esculentus) je gliva iz rodu storževk (Strobilurus).

## Značilnosti
Klobuk ima premer od 2 do 4,5 cm. Najprej je polobel, nato sploščen z majhno izboklino v sredini. Površina je gladka z rahlo progastim robom. Barva se spreminja od bledo okre, svetlo rjave, do čokoladno rjave.
Lističi so gosti, elastični, precej razmaknjeni in zaobljeni. So slabo pritrjeni na bet, tako da so skoraj prosti in imajo številne vmesne lističe. Pri mladih gobah so belkaste barve, s starostjo pa postanejo sivi ali rumenkasti.
Bet je visok od 4 do 7 cm in tanek od 1 do 3 mm, a precej trd in vlaknat. Je valjast in včasih ukrivljen, brez obroča in znotraj votel. Površina je bleščeča, v zgornjem delu belkaste barve, proti dnu rjavkaste. Micelij je belkaste ali okraste barve.
Meso je belkasto, precej trdo, prijetnega vonja in nežnega okusa, ki spominja na lešnike, z grenkimi notami pri starejših primerkih.

## Razširjenost in življenjski prostor
Je široko razširjena po vsej severni polobli. Raste v velikih skupinah v iglastih gozdovih, parkih in vrtovih - povsod kjer so smreke in njihovi storži na katerih raste. V toplejših predelih Evrope se pojavlja predvsem od septembra do maja, v gorah pa v vseh letnih časih razen pozimi.

## Mikroskopske značilnosti
Trosni odtis je bel. Trosi so elipsoidni in prosojni ter merijo 6–8 x 3–4 μm.

## Podobne vrste
- Ovenčana storževka (Strobilurus stephanocystis) ima trpek in grenek okus in v vlažnem vremenu narebran klobuk
- Grenka storževka (Strobilurus tenacellus) raste predvsem na borovih storžih
- Storževa čeladica (Mycena plumipes) ima vonj po pralnem prašku
- Jesenska drobnotroska (Baeospora myosura) raste v jeseni in ima manjše trose

## Uporabnost
Užitna, vendar se zaradi majhnosti redko uporablja v kulinariki. Mlade in sveže gobe so dobrega okusa in jih je mogoče pripraviti podobno kot zimsko panjevko (Flammulina velutipes); bet, ki je trd in vlaknat, pa se zavrže.

## Galerija slik
- Ilustracija
- Lističi in bet
- Trosi
- Cistide